# Wahagnies
Ne doit pas être confondu avec Oignies (Pas-de-Calais).
Wahagnies (prononcer [vani]) est une commune française, située dans le département du Nord (59) en région Hauts-de-France.

## Géographie

### Situation
La commune est située entre Flandre et Artois, à 20 km de Lille et 35 km d'Arras. Dans le secteur ouest de la Communauté de communes Pévèle Carembault, elle est proche des grands axes tel que l'Autoroute A1 et les lignes de TER Lille-Douai et Lille-Lens passant par les gares de Libercourt et Phalempin.
Wahagnies est une commune à tendance rurale avec de nombreuses promenades possible aux alentours : les étangs de la sablonneuse, la Forêt de Phalempin, le bois de l'émolière à Libercourt.
Les voyettes propres à la commune lui permettent de conserver un environnement calme de balade.

### Communes limitrophes

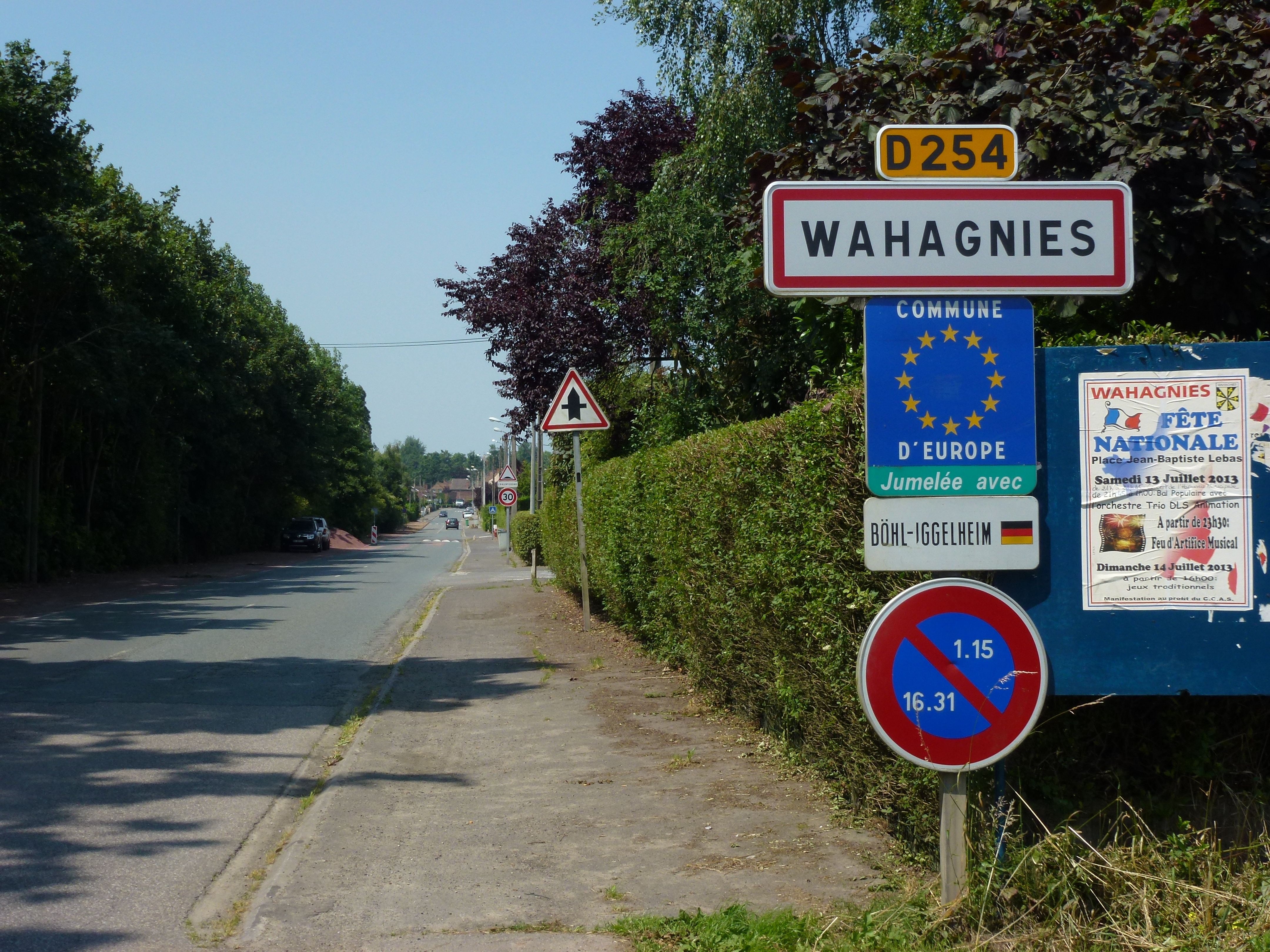
Entrée de la commune depuis Thumeries-Ostricourt

|            | Phalempin  | La Neuville |
| Libercourt | Wahagnies  |             |
| Oignies    | Ostricourt | Thumeries   |

### Hydrographie

#### Réseau hydrographique
La commune est située dans le bassin Artois-Picardie. Elle est drainée par le fossé du Bois Saint Eloi, la Cité de la Gare et un autre petit cours d'eau,.

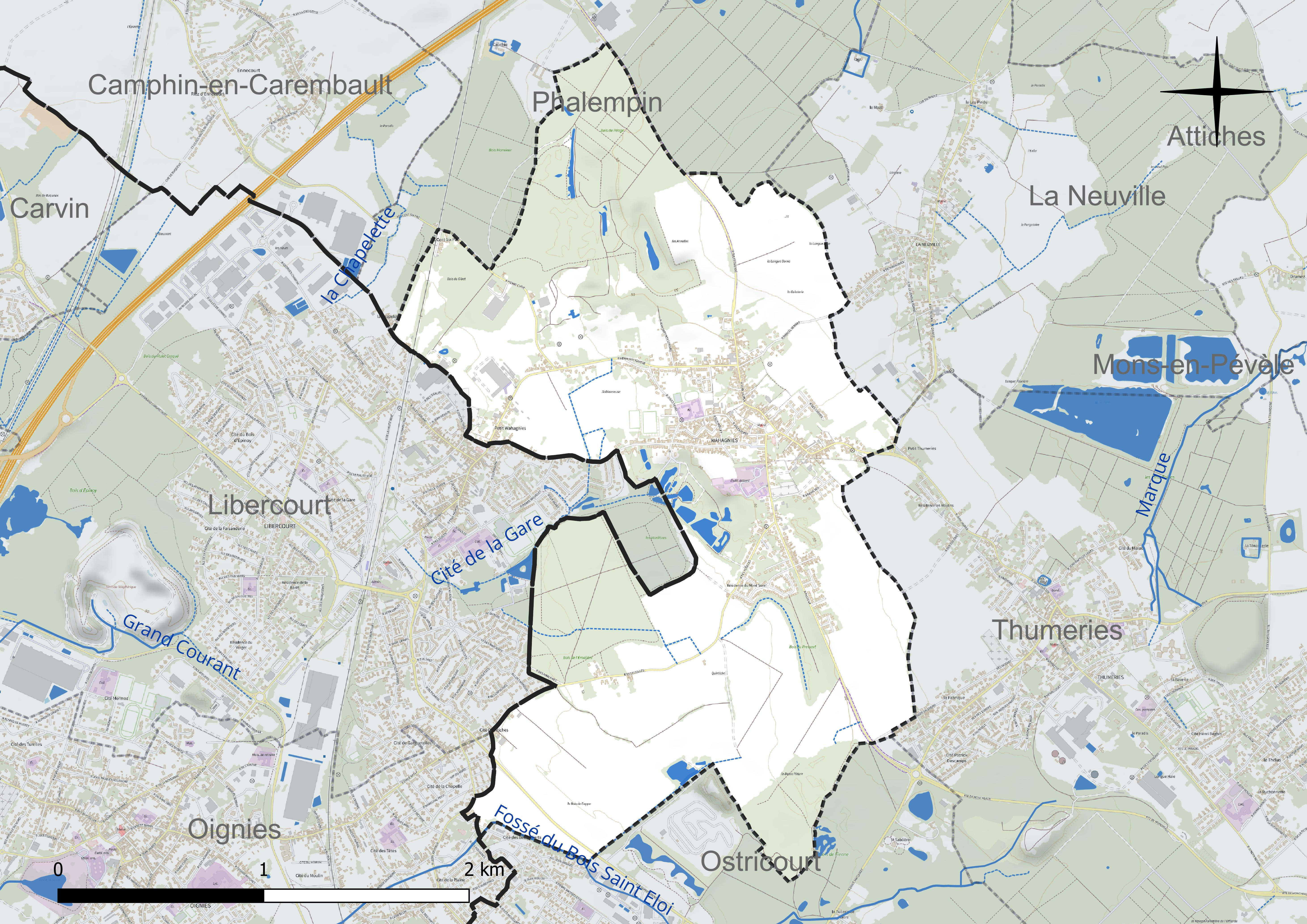
Réseau hydrographique de Wahagnies.

#### Gestion et qualité des eaux
Le territoire communal est couvert par le schéma d'aménagement et de gestion des eaux (SAGE) « Marque Deûle ». Ce document de planification concerne un territoire de 1 120 km2 de superficie, délimité par les bassins versants de la Marque et de la Deûle, formant une vaste cuvette sédimentaire de 40 km de long et de 25 km de large, où la pente est très faible. Le périmètre a été arrêté le 2 décembre 2005 et le SAGE proprement dit a été approuvé le 9 mars 2020. La structure porteuse de l'élaboration et de la mise en œuvre est la Métropole européenne de Lille. 
La qualité des cours d'eau peut être consultée sur un site dédié géré par les agences de l'eau et l'Agence française pour la biodiversité. 

### Climat
Pour des articles plus généraux, voir Climat des Hauts-de-France et Climat du Nord.
En 2010, le climat de la commune est de type climat océanique dégradé des plaines du Centre et du Nord, selon une étude du CNRS s'appuyant sur une série de données couvrant la période 1971-2000. En 2020, Météo-France publie une typologie des climats de la France métropolitaine dans laquelle la commune est exposée à un climat océanique et est dans la région climatique  Nord-est du bassin Parisien, caractérisée par un ensoleillement médiocre, une pluviométrie moyenne régulièrement répartie au cours de l'année et un hiver froid (3 °C).
Pour la période 1971-2000, la température annuelle moyenne est de 10,4 °C, avec une amplitude thermique annuelle de 14,5 °C. Le cumul annuel moyen de précipitations est de 691 mm, avec 11,6 jours de précipitations en janvier et 9 jours en juillet. Pour la période 1991-2020, la température moyenne annuelle observée sur la station météorologique la plus proche, située sur la commune de Cappelle-en-Pévèle à 10 km à vol d'oiseau, est de 11,1 °C et le cumul annuel moyen de précipitations est de 736,6 mm,. Pour l'avenir, les paramètres climatiques de la commune estimés pour 2050 selon différents scénarios d'émission de gaz à effet de serre sont consultables sur un site dédié publié par Météo-France en novembre 2022.

## Urbanisme

### Typologie
Au 1er janvier 2024, Wahagnies est catégorisée ceinture urbaine, selon la nouvelle grille communale de densité à sept niveaux définie par l'Insee en 2022.
Elle appartient à l'unité urbaine de Douai-Lens, une agglomération inter-départementale regroupant 67  communes, dont elle est une commune de la banlieue,,. Par ailleurs la commune fait partie de l'aire d'attraction de Lille (partie française), dont elle est une commune de la couronne,. Cette aire, qui regroupe 201 communes, est catégorisée dans les aires de 700 000 habitants ou plus (hors Paris),.

### Occupation des sols
L'occupation des sols de la commune, telle qu'elle ressort de la base de données européenne d'occupation biophysique des sols Corine Land Cover (CLC), est marquée par l'importance des territoires agricoles (57,4 % en 2018), en augmentation par rapport à 1990 (54,9 %). La répartition détaillée en 2018 est la suivante : 
terres arables (52,1 %), forêts (23,9 %), zones urbanisées (18,7 %), zones agricoles hétérogènes (5,3 %). L'évolution de l'occupation des sols de la commune et de ses infrastructures peut être observée sur les différentes représentations cartographiques du territoire : la carte de Cassini (XVIIIe siècle), la carte d'état-major (1820-1866) et les cartes ou photos aériennes de l'IGN pour la période actuelle (1950 à aujourd'hui).

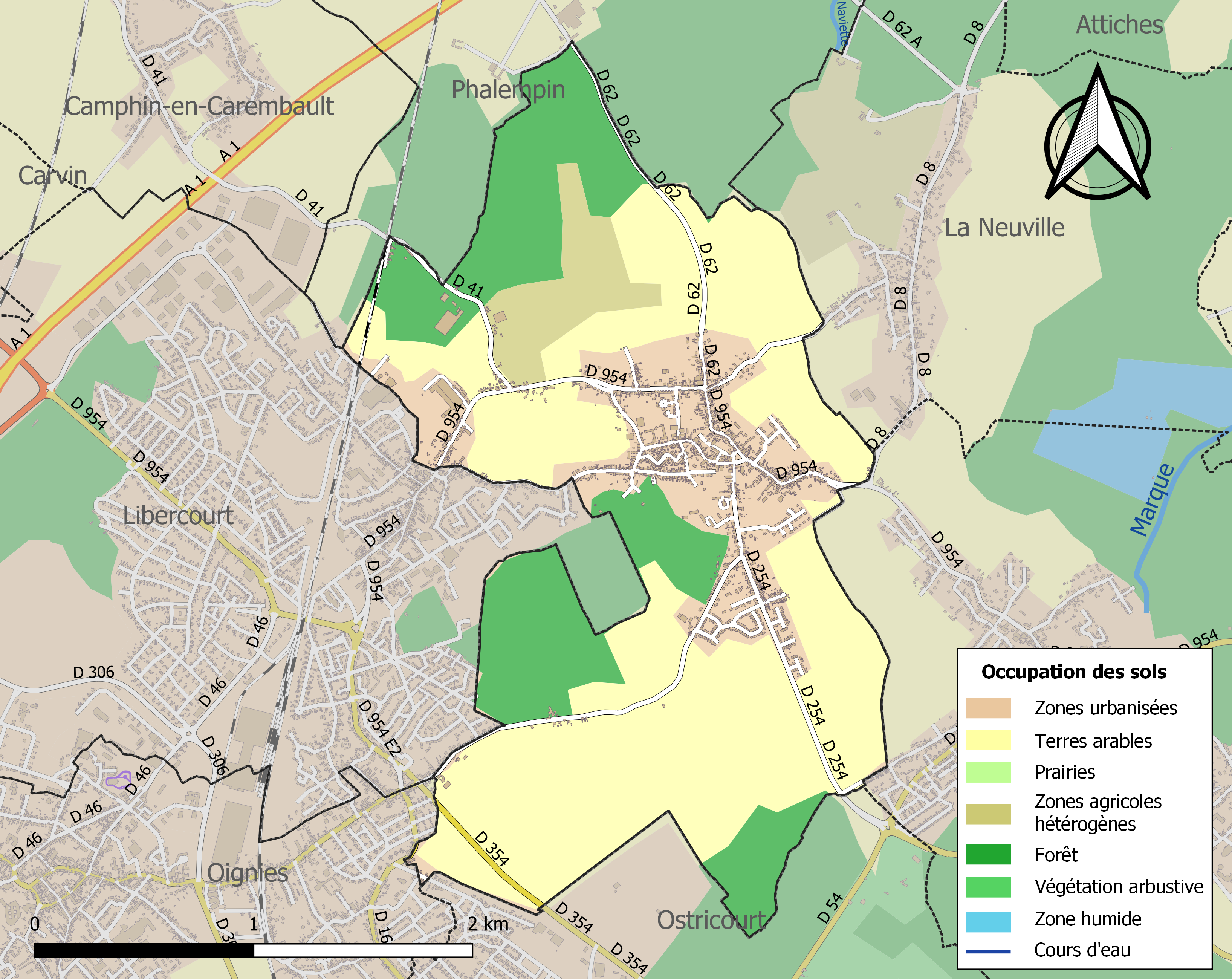
Carte des infrastructures et de l'occupation des sols de la commune en 2018 (CLC).

## Histoire
Le 2 février 1647, par lettres données à Madrid, la terre et seigneurie d'Ongnies (Oignies), située en Artois, est érigée en comté en y joignant les terres et fiefs de Wahagnies, Hoquetel, Quintise et Cocquenplus pour François de Mérode (Maison de Mérode), baron d'Ongnies, capitaine d'une compagnie d'hommes d'armes des bandes d'ordonnance, fils d'Hélène de Montmorency (Maison de Montmorency), sœur du défunt Prince de Robecq.

## Politique et administration

### Intercommunalité
Wahagnies était membre de la communauté de communes du Sud Pévélois, un établissement public de coopération intercommunale (EPCI) à fiscalité propre créé fin 2001.
Dans le cadre des prescriptions de la loi de réforme des collectivités territoriales du 16 décembre 2010, qui a prévu le renforcement et la simplification des intercommunalités et la constitution de structures intercommunales de grande taille, cette intercommunalité a fusionné avec ses voisines pour former, le 1er janvier 2014, la communauté de communes Pévèle Carembault, dont Wahagnies est désormais membre.

### Liste des maires
Maire de 1802 à 1807 : F. Grauwin,.
Maire en 1881 : Vallois.
| Période                                  | Période                   | Identité         | Étiquette              | Qualité |
| ---------------------------------------- | ------------------------- | ---------------- | ---------------------- | --- |
| Les données manquantes sont à compléter. |                           |                  |                        | |
| décembre 1919                            | août 1950                 | Arthur Laurent   | SFIO                   | Ouvrier mineur, syndicaliste CGT Conseiller d'arrondissement (1922 → 1934) Décédé en fonction                                                   |
| août 1950                                | novembre 1976             | Marceau Laurent  | SFIO puis FGDS puis PS | Ancien secrétaire général de mairie Député du Nord (6e circ.) (1962 → 1968) Conseiller général de Pont-à-Marcq (1967 → 1976) Décédé en fonction |
| décembre 1976                            | mars 1987                 | André Laurent    | PS                     | Secrétaire général de mairie Député du Nord (6e circ.) (1981 → 1986) Démissionnaire                                                             |
| mars 1987                                | juin 1995                 | Jean-Marie Ruant | PS                     | Cadre de La Poste |
| juin 1995                                | mars 2008                 | Pascal Dujardin  | PS                     | Instituteur |
| mars 2008                                | mars 2014                 | Jean-Marie Ruant | PS                     | Retraité de La Poste Conseiller général de Pont-à-Marcq (2011 → 2015)                                                                           |
| mars 2014                                | 12 juin 2015              | Vincent Mahieux  | DVD                    | Chef d'entreprise Décédé en fonction |
| juin 2015,                               | En cours (au 25 mai 2020) | Alain Bos        | DVD                    | Retraité Réélu pour le mandat 2020-2026 |

### Jumelages
- Böhl-Iggelheim (Allemagne) depuis 1991 (Rhénanie-Palatinat)

## Population et société

### Démographie

#### Évolution démographique
L'évolution du nombre d'habitants est connue à travers les recensements de la population effectués dans la commune depuis 1793. Pour les communes de moins de 10 000 habitants, une enquête de recensement portant sur toute la population est réalisée tous les cinq ans, les populations de référence des années intermédiaires étant quant à elles estimées par interpolation ou extrapolation. Pour la commune, le premier recensement exhaustif entrant dans le cadre du nouveau dispositif a été réalisé en 2006.

En 2022, la commune comptait 2 596 habitants, en évolution de −0,38 % par rapport à 2016 (Nord : +0,51 %, France hors Mayotte : +2,11 %).
| 1793 | 1800 | 1806 | 1821 | 1831 | 1836 | 1841 | 1846 | 1851 |
| ---- | ---- | ---- | ---- | ---- | ---- | ---- | ---- | ---- |
| 508  | 535  | 589  | 597  | 631  | 682  | 723  | 751  | 779  |

| 1856 | 1861 | 1866 | 1872 | 1876 | 1881 | 1886 | 1891  | 1896  |
| ---- | ---- | ---- | ---- | ---- | ---- | ---- | ----- | ----- |
| 771  | 806  | 860  | 888  | 909  | 924  | 955  | 1 014 | 1 069 |

| 1901  | 1906  | 1911  | 1921  | 1926  | 1931  | 1936  | 1946  | 1954  |
| ----- | ----- | ----- | ----- | ----- | ----- | ----- | ----- | ----- |
| 1 084 | 1 178 | 1 307 | 1 339 | 1 471 | 1 701 | 1 759 | 1 727 | 2 075 |

| 1962  | 1968  | 1975  | 1982  | 1990  | 1999  | 2006  | 2011  | 2016  |
| ----- | ----- | ----- | ----- | ----- | ----- | ----- | ----- | ----- |
| 2 242 | 2 504 | 3 190 | 2 911 | 2 674 | 2 689 | 2 606 | 2 585 | 2 606 |

| 2021  | 2022  | - | - | - | - | - | - | - |
| ----- | ----- | - | - | - | - | - | - | - |
| 2 605 | 2 596 | - | - | - | - | - | - | - |

#### Pyramide des âges
La population de la commune est relativement jeune.
En 2018, le taux de personnes d'un âge inférieur à 30 ans s'élève à 35,8 %, soit en dessous de la moyenne départementale (39,5 %). À l'inverse, le taux de personnes d'âge supérieur à 60 ans est de 22,8 % la même année, alors qu'il est de 22,5 % au niveau départemental.
En 2018, la commune comptait 1 283 hommes pour 1 338 femmes, soit un taux de 51,05 % de femmes, légèrement inférieur au taux départemental (51,77 %).
Les pyramides des âges de la commune et du département s'établissent comme suit.
| Hommes | Classe d’âge | Femmes |
| ------ | ------------ | ------ |
| 0,2    | 90 ou +      | 0,8    |
| 6,0    | 75-89 ans    | 9,2    |
| 13,6   | 60-74 ans    | 15,7   |
| 22,1   | 45-59 ans    | 21,1   |
| 20,8   | 30-44 ans    | 19,0   |
| 17,7   | 15-29 ans    | 16,8   |
| 19,6   | 0-14 ans     | 17,5   |

| Hommes | Classe d’âge | Femmes |
| ------ | ------------ | ------ |
| 0,5    | 90 ou +      | 1,4    |
| 5,3    | 75-89 ans    | 8,1    |
| 14,8   | 60-74 ans    | 16,2   |
| 19,1   | 45-59 ans    | 18,4   |
| 19,5   | 30-44 ans    | 18,7   |
| 20,7   | 15-29 ans    | 19,1   |
| 20,2   | 0-14 ans     | 18     |

## Culture locale et patrimoine

### Lieux et monuments
- L'église Saint-Barthelemy.
- Monument aux morts
- Ferme Matton
- Quelques oratoires

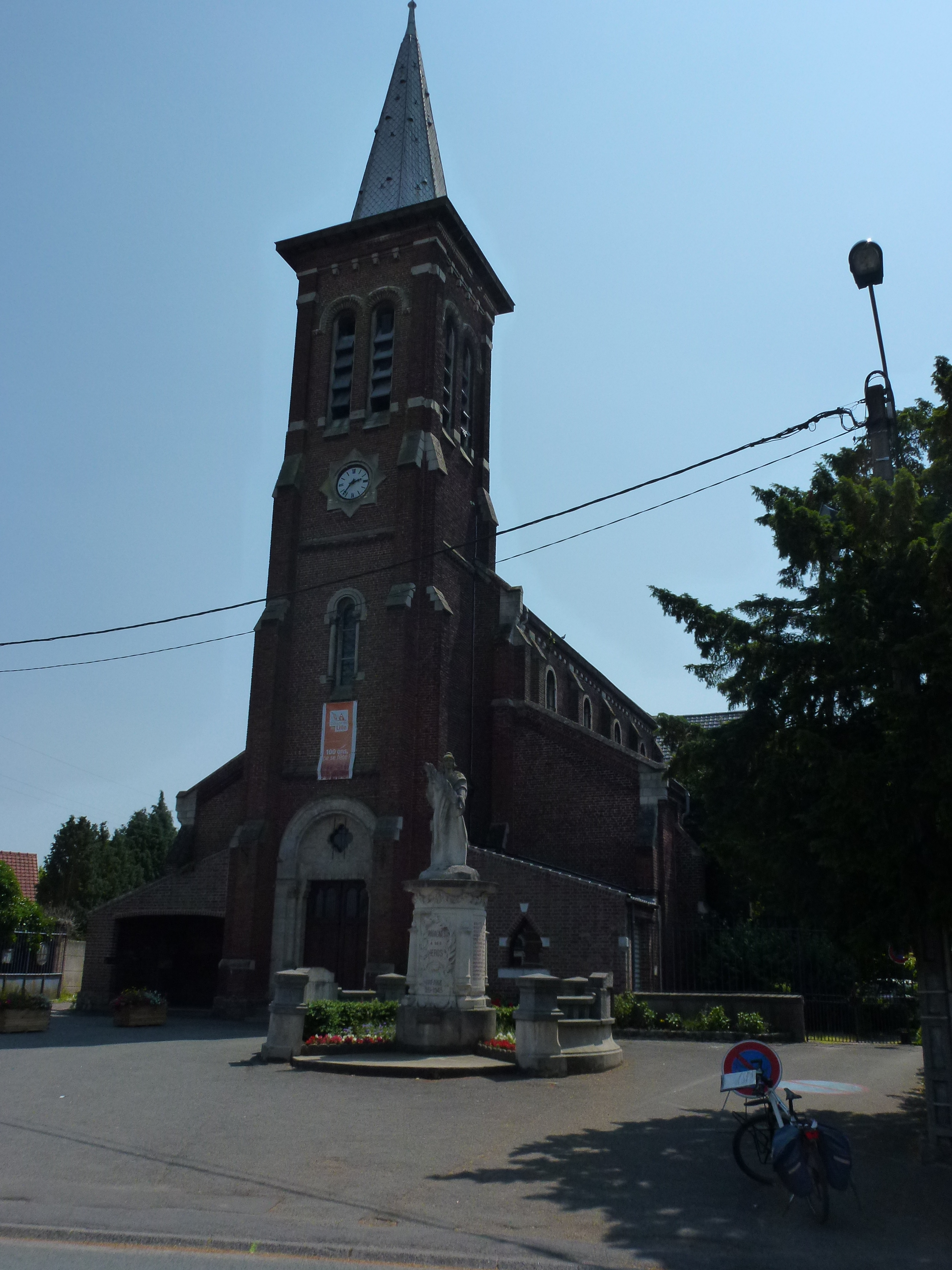
Église Saint-Barthelemy
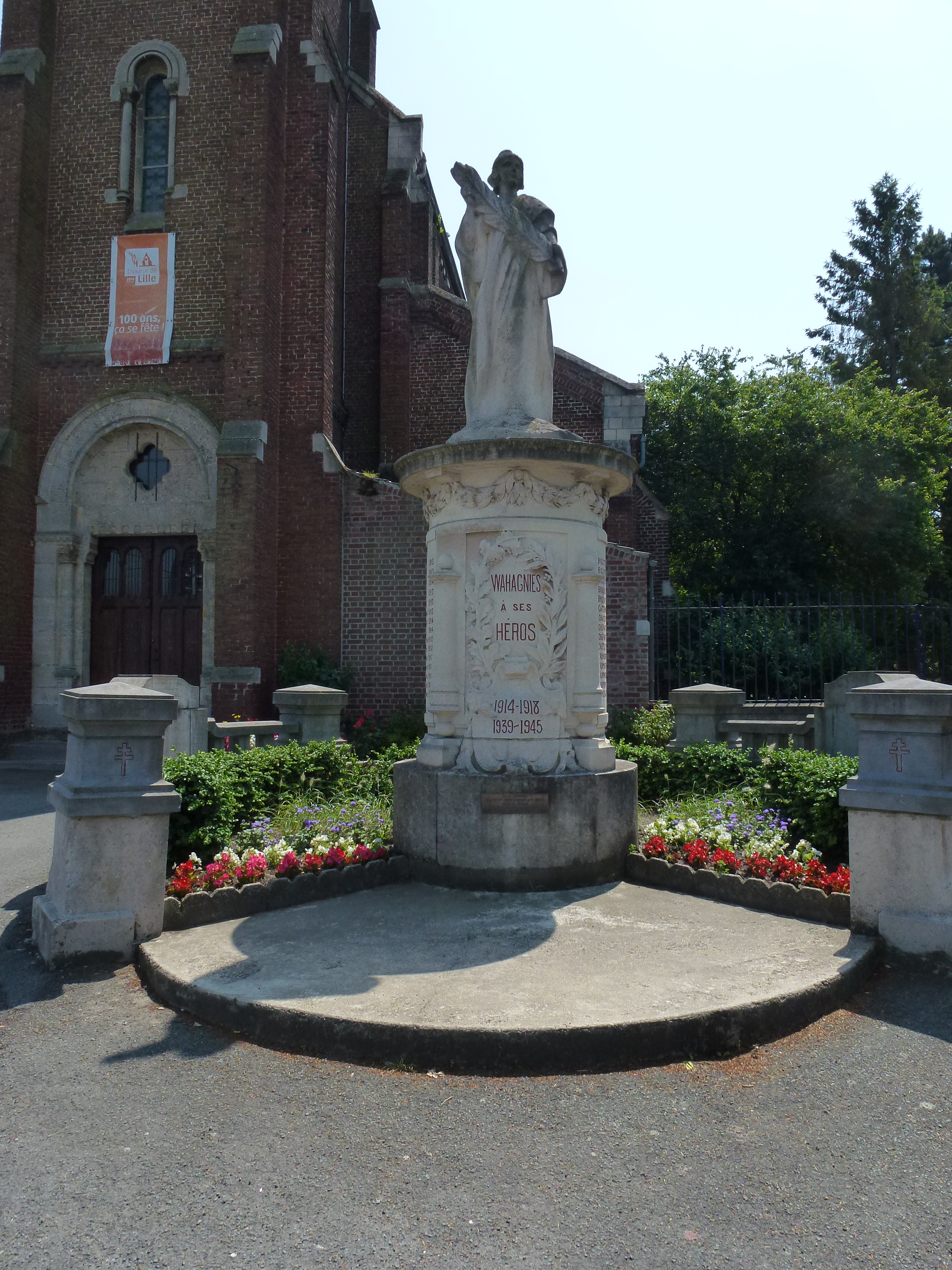
Monument aux morts
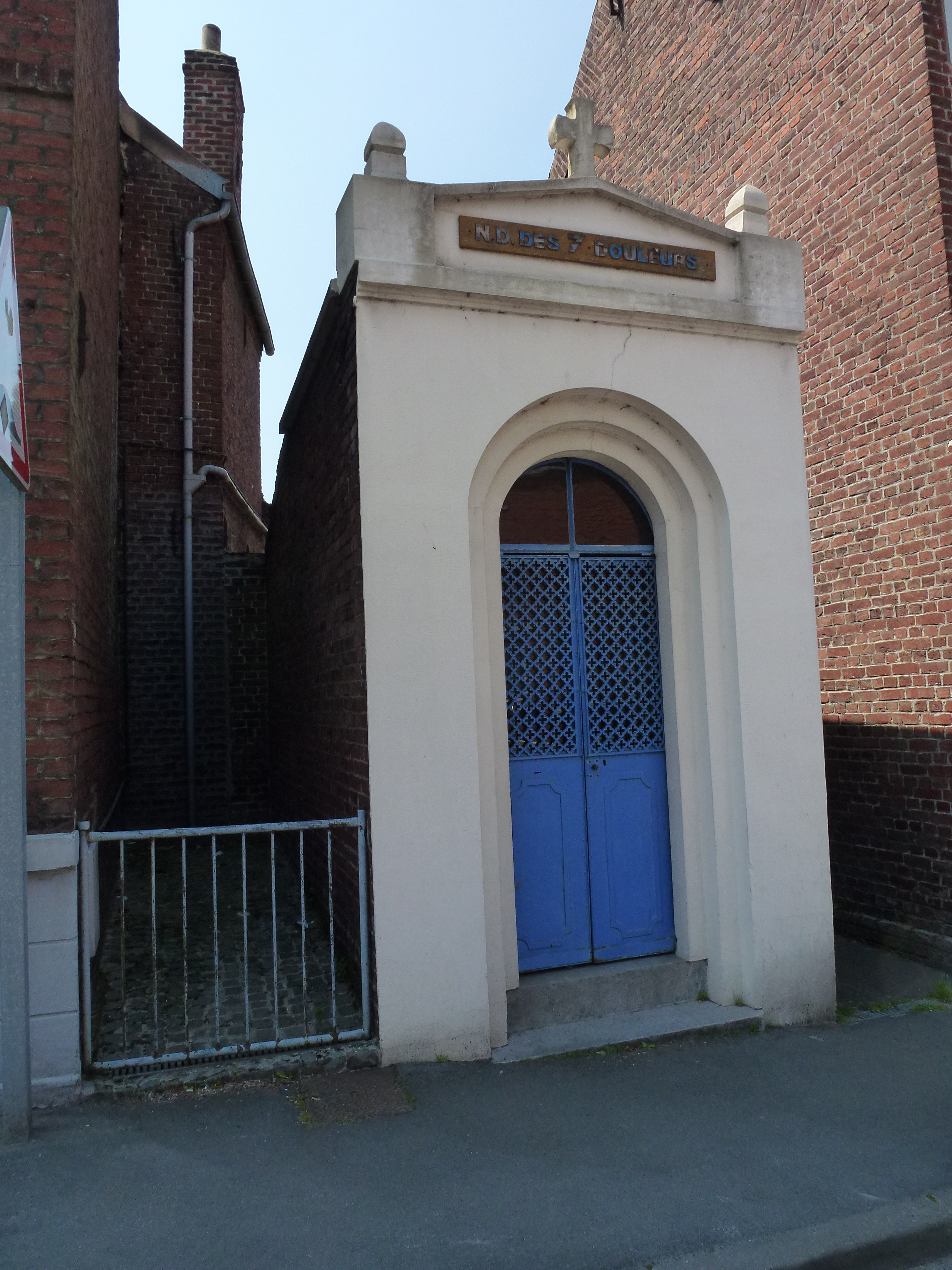
Oratoire N.D. des 7 Douleurs
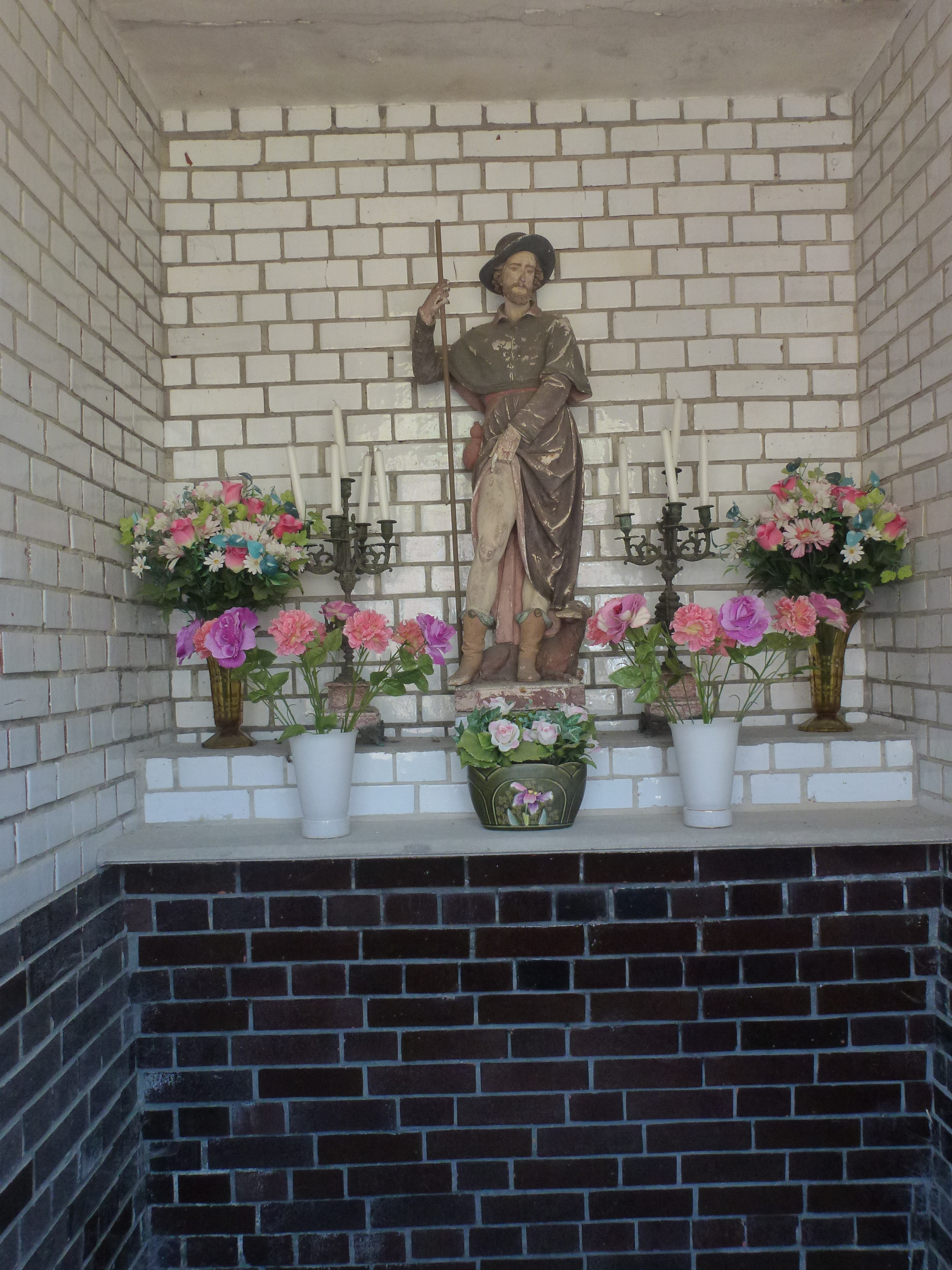
Oratoire St.Roch, statue du saint

### Personnalités liées à la commune
- Augustin Laurent, né le 9 septembre 1896 à Wahagnies, homme politique, résistant.
- Ketty Bigotte, participante en 1993 au Millionnaire présenté par Philippe Risoli. Les rushes de son passage furent diffusés à son insu sur Internet quatorze ans plus tard, au grand désarroi de la famille, qui décida de porter plainte contre X[34].

### Géants de procession[35]
La commune possède une famille de 4 géants. Jean Badoulet, le père, Céline Du Moulin, la mère et Isabelle et Pierre les enfants. À l'origine fabriqués par les écoles communales, ils sont entreposés dans l'escalier de la mairie, mais leur ossature étant trop lourde ils ne peuvent pas être sortis.
Isabelle a fait l'objet d'une rénovation en 2019, elle a défilé dans ses nouveaux habits lors du Carnaval de printemps 2019.
Tous les géants de la commune sont entreposés et visible en mairie.

### Héraldique
| Armes de Wahagnies (Nord) | Les armes de Wahagnies se blasonnent ainsi : « Gironné d'argent et de sable de dix pièces, chaque pièce de sable chargée d'une croisette recroisetée au pied fiché d'or, l'écu ayant ni timbre ni support, ni tenant ou meuble extérieur. » (armes modifiées de la Maison d'Enghien, 1ers seigneurs de Wahagnies jusqu'au XVe siècle). |

## Pour approfondir